# Veljano Zanki
Veljano Zanki (Split 14. siječnja 1985.) hrvatski je športaš i rekorder u ronjenju na dah.

## Ronilačka karijera
Aktivnim ronjenjem bavi se od 2006. godine, a član je kluba KŠR Split od 2007. godine. Dana 19. listopada 2008. u disciplini (NLT) zaronio je 101 metar i tako postao prvi Hrvat koji je službeno zaronio preko 100 metara u dubinu.
Na AIDA Svjetskom ekipnom prvenstvu u Nici (Francuska) od 8. rujna 2012. do 16. rujna 2012. članovi AIDA Hrvatska reprezentacije Veljano Zanki, Goran Čolak i Božidar Petani osvojili su 1. mjesto ekipno i tako postali ekipni svjetski prvaci.

## Ronilački uspjesi
- hrvatski rekord FIM 66 metara 19. listopada 2007. Dahab
- hrvatski rekord CWT 76 metara 1. studenog 2007. Sharm el Sheikh / 4th AIDA Individual Depth WC 2007
- hrvatski rekord DYN 154 metara 4. srpnja 2007. Maribor / 3rd AIDA Individual Pool WC 2007
- hrvatski rekord CWT 80 metara 3. lipnja 2008. Dahab
- hrvatski rekord FIM 70 metara 27. rujna 2008. Komiža
- hrvatski rekord VWT 80 metara 27. rujna 2008. Komiža
- hrvatski rekord NLT 80 metara 27. rujna 2008. Komiža
- hrvatski rekord NLT 101 metara 19. listopada 2008. Komiža
- hrvatski rekord NLT 110 metara 14. lipnja 2009. Komiža
- CMAS prvak Hrvatske JMB[Je li "prvak Hrvatske po CMAS-u?]  170 metara 1. srpnja 2012. Dubrovnik
- hrvatski rekord CWT 87 metara 9. lipnja 2012. Mytros, Kreta
- hrvatski rekord CWT 90 metara 14. rujna 2012. Villefranche sur Mer, Nica, France
- hrvatski rekord STA 8:38 minuta 8. prosinca 2012. Maribor
- hrvatski rekord STA 9:12 minuta 11. svibnja 2013. Split
- hrvatski rekord CWT 100 metara 28. rujna 2013. Komiža
- hrvatski rekord CWT 103 metara 10. studenog 2013. Bahami
- hrvatski rekord CWT 107 metara 13. studenog 2013. Bahami
- hrvatski rekord FIM 92 metara 15. studenog 2013. Bahami
- AIDA hrvatski rekord STA 9:42 minuta 24. veljače 2018. Beograd
- CMAS prvak Hrvatske u STA 8:15 minuta 7. travnja 2018. / Državno prvenstvo u ronjenju na dah Zagreb
- CMAS prvak Hrvatske u DYN 199 metara 7. travnja 2018. / Državno prvenstvo u ronjenju na dah Zagreb

## Osobni rekordi
| Disciplina | Disciplina | Rezultat | Organizacija |
| ---------- | ---------- | -------- | ------------ |
|            |            |          |              |
| Vrijeme    | STA        | 9:42 min | AIDA         |
|            |            |          |              |
| Daljina    | DNF        | 142m     | AIDA         |
| Daljina    | DYN        | 200m     | AIDA         |
| Daljina    | JB         | 175m     | CMAS         |
|            |            |          |              |
| Dubina     | CWT        | 107m     | AIDA         |
| Dubina     | FIM        | 92m      | AIDA         |
| Dubina     | VWT        | 80m      | AIDA         |
| Dubina     | NLT        | 110m     | AIDA         |

## Poveznice
- AIDA Hrvatski rekordi